# Хронология Хайфы
В этом списке представлена хронология истории города Хайфа, Израиль, события, имевшие общественно-политическое значение.

## До XX века
- 1047 г. — Персидский путешественник Насир Хосров посещает Хайфу, представляющую собой рыбацкую деревню[1][2][3]
- 1100 или 1101 год — флот крестоносцев и сухопутная армия захватывают Хайфу и переименовывают в Кайфас[4][5]
- сер. XII в. — основание Ордена кармелитов у источника святого Илии на горе Кармель.
- 1187 г. — Саладин захватывает Хайфу[1]
- 1251 г. —Людовик IX строит укрепления (дата приблизительная)[1]
- 1291 г. — Мамлюк Аль-Ашраф Халил захватывает Хайфу[1]

Хайфа в составе Османской империи (1775—1920)
- 1799 г. — оккупация города Наполеоном Бонапартом в ходе Египетского похода.
- 1869 г. — недалеко от города основана немецкая колония [6]
- 1873 г. — мэром становится Наджиб Эффенди аль-Ясин[англ.] .
- 1883 г. — открывается школа Рушди[7]
- 1887 — Хайфа становится частью османского Бейрутского вилайета[7]
- 1898 г. — построены пирс и шоссе Яффо -Хайфа[1]
- 1900 г. — Население: ~ 12 000 человек[8]

## XX век
- 1905 г. — начинает работу ветка Хиджазской железной дороги[6]; построен железнодорожный вокзал[7]
- 1908 г. — начинает выходить газета «Аль-Кармиль[англ.]»[9]
- 1909 г. — построен Храм Баба
- 1912 г. — основан спортивный клуб Маккаби-Хайфа[англ.]
- 1913 г. — основана еврейская школа Реали и футбольный клуб «Маккаби Хайфа»
- 1918 г. — 23 сентября: Хайфа оккупирована британскими войсками[1]

Хайфа при Британском мандате в Палестине (1920—1948)
- 1921 г. — создана Хайфская торгово-промышленная палата[10]
- 1922 г. — Население: 24 600 человек.
- 1924 г.
  - открытие Израильского технологического института
  - Создан футбольный клуб «Хапоэль Хайфа» .
- 1928 г. — построен маяк Стелла Марис
- 1931 г. — Население достигло отметки: 50 403 человека.
- 1933 г. — порт Хайфы расширен[1]
- 1934 г. — открыт аэропорт Хайфы
- 1935 г.
  - Введен в эксплуатацию нефтепровод Киркук-Хайфа
  - Открылся Кинотеатр Армон.[11]
- 1937 г. — кинотеатр Orah Cinema начинает работу (дата приблизительная)[11]
- 1938 г. — открыта государственная больница Великобритании
- 1939 г. — построен нефтеперерабатывающий завод[1]
- 1941 г. — Шабтай Леви становится мэром.
- 1944 г. — начинает выходить газета Аль-Иттихад[англ.].
- 1947 г. — Население: 145 140 человек.
- 1948 г.
  - апрель: битва при Хайфе[1]
  - Хайфа становится частью Государства Израиль[1]

Хайфа в составе государства ⁠Израиль (c 1948)
- 1950 г. — создан Новый Хайфский симфонический оркестр.
- 1951 г.
  - Основан художественный музей
  - Абба Хуши становится мэром.
  - Начинается издание литературного журнала «Аль-Джадид»[10]
- 1953 г. — основан Педагогический колледж Гордона
- 1955 — Открыт стадион Кирьят-Элиэзер
- 1959 г. — начинает работу Хайфский подземный фуникулер[10]
- 1960 г. — на горе Кармель открывается Музей японского искусства Тикотин
- 1961 г.
  - Основан Хайфский театр
  - Население: 183 021 человек.
- 1963 г. — основан Хайфский университет
- 1969 г.
  - Создан медицинский факультет Раппапорта[англ.] Техниона.
  - Моше Флиман[англ.] становится мэром.
  - Открывается Музей нелегальной иммиграции и военно-морского флота.
- 1971 г. — основана Хайфская академия дизайна и образования WIZO[англ.] .
- 1972 г.
  - Создана исследовательская лаборатория IBM в Хайфе[англ.]
  - Открывается Израильский национальный морской музей
- 1973 — Установлены побратимские отношения с Сан-Франциско, США[12]
- 1974 г.
  - Начало развития области высоких технологий Matam .
  - Йосеф Альмоги[англ.]становится мэром.
- 1975 г.
  - Открытие Хайфской синематеки[англ.] .
  - Йерухам Цейзель[англ.] становится мэром.
- 1976 — Открытие спорткомплекса «Ромема Арена[англ.]» .
- 1978 — Арье Гурэль[англ.] становится мэром.
- 1983 г.
  - Начинается Хайфский международный кинофестиваль
  - Открывается Израильский железнодорожный музей[англ.]
  - Население: 225 775 человек.
- 1984 г. — основан музей Хехта
- 1989 г. — сентябрь: лесной пожар на горе Кармель (1989 г.)[англ.]
- 1991 — Торговый центр «Лев ха-Мифрац»[англ.] начинает работу
- 1993 — Амрам Мицна становится мэром.
- 1999 г. — открытие ТЦ Гранд-каньон[англ.] и железнодорожного вокзала Хоф а-Кармель[англ.]

## XXI век
- 2001 г. — открыты железнодорожные станции Хуцот ха-Мифрац[англ.] и Лев ха -Мифрац.[англ.]
- 2002 г.
  - Построена парусная башня
  - Открывается Центральный автовокзал Хайфского залива[англ.] .
- 2003 г.
  - Йона Яхав становится мэром.
  - построена башня IEC Tower[англ.]
  - открывается центральный автовокзал Кармел-Бич[англ.] .
- 2004 г. — начинает выходить газета " Алмадина "
- 2006 г. — 13 июля: Хайфа подверглась бомбардировке силами ливанской «Хизбаллы»[13]
- 2008 г. — Всемирный центр бахаи внесен в список объектов Всемирного наследия ЮНЕСКО
- 2010
  - Декабрь: лесной пожар на горе Кармель (2010 г.) .
  - Туннели Кармель начали функционировать
- 2011 — Викимания 2011 прошла в Хайфе.
- 2012 г. — открывается Израильский музей персональных компьютеров
- 2013 г. — Население: 272 181 человек
- 2014 — Открытие стадиона Сэмми Офера
- 2016 г., ноябрь — Лесные пожары в Израиле[14]
- 2018 г. — мэром Хайфы впервые становится женщина Эйнат Калиш-Ротем, сменив предыдущего мэра Йона Яхава после 15 лет правления[15]
- 2022 г. — начало работы канатной дороги Ракавлит[16]
- 2023 г. — Хайфский порт приватизирован[17]